# 石油化工科学研究院
39°59′53″N 116°21′12″E / 39.9979731°N 116.3533195°E

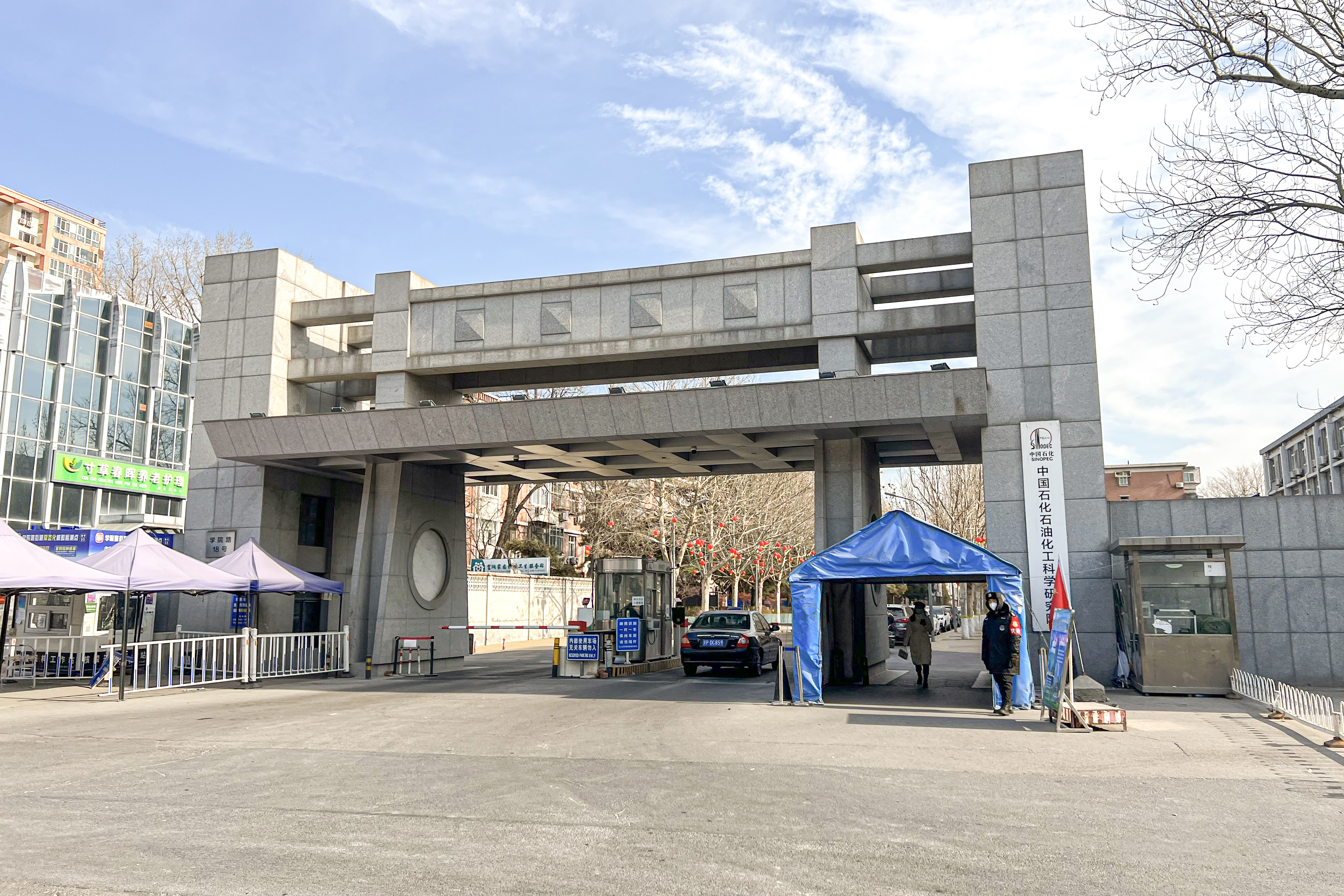
西门（2023年），当时仍未改挂公司化后的标牌

中石化石油化工科学研究院有限公司（Sinopec Research Institute of Petroleum Processing，缩写为RIPP，简称石科院）是中国石化公司下属的、规模最大的综合性科学技术研究开发机构，成立于1956年7月，位于北京市海淀区学院路18号。以石油精炼和石油化工技术开发和应用技术研究为主，同时也注重相关基础研究和高新技术探索研究。

## 历史沿革
1956年成立时名为石油炼制研究所，1958年与地质所合并，改名为石油科学研究院。1972年改为石油化工科学研究院。原属中华人民共和国石油工业部，1983年划归中国石油化工总公司，2022年转制为中石化石油化工科学研究院有限公司。